# پومپیئا پلوتینا
پومپیئا پلوتینا کلودیا فوئبه پیسو (به لاتین: Pompeia Plotina Claudia Phoebe Piso) (نیم، ۱۲۱–۷۰/۶۵) همسر امپراتور روم، ترایانوس، و در نتیجه امپراتریس روم در طول دوران حکمرانی وی از ۹۸ تا ۱۱۷ میلادی بود. او به دلیل علاقه به فلسفه و فضیلت، وقار و سادگی مشهور بود. وی به ویژه به مدرسه فلسفی اپیکور در آتن، یونان علاقه مند و فداکار بود. او معمولاً در نظر گرفته شده است كه مالیات عادلانه تری را برای رومی ها فراهم كرده، آموزش را بهبود بخشیده، به فقرا كمک كرده و تحمل جامعه روم را ایجاد كرده و به زنان در حوزه های اجتماعی احترام داده است. او در خانه و خانواده و املاک سلطنتی اقتداری برابر با شوهر و امپراتورش ترایانوس داشت و مسئول آن بود. همچنین نفوذ او بر ترایانوس باعث روی کار آمدن هادریانوس به عنوان امپراتور بلامنازع بعدی روم شد.

## زندگی
وی در نمائوسوس واقع در گل (نیم امروزی) در زمان امپراتوری نرون به دنیا آمد و با ترایانوس ازدواج کرد؛ پیش از اینکه به امپراتوری برسد. این ازدواج با وجود فرخنده بودنش، فرزندی به همراه نداشت.
در ۱۰۵، ترایانوس پس از آنکه پلوتینا در طول لشکرکشی‌هایش به داکیه او را همراهی نمود، او را به عنوان آگوستا مفتخر کرد. پلوتینا از امپراتور آینده، هادریانوس، که در سن ده سالگی از وجود پدرش محروم شد و تحت سرپرستی ترایانوس درآمد، مراقبت و پرستاری کرد. هادریانوس محبوب پلوتینا بود، به‌طوری که گفته می‌شود پلوتینا ترایانوس را قانع کرد که هادریانوس را به عنوان جانشین خود و امپراتور آینده معرفی کند.
پلوتینا در ۱۲۱ میلادی درگذشت، و توسط هادریانوس ایزدانگاشته شد؛ هادریانوسی که علاوه بر راه انداختن رسومی فرهنگی به نام او در معبد تراژان، یک بازیلیکا به افتخار او در نمائوسوس (نیم امروزی) ساخت. پلوتینا به سبب علاقه‌اش به فلسفه (او پیرو اپیکوریسم بود و در احیای آن شرکت داشت)، فضیلتش، کرامت و سادگی‌اش شهره بود. او با تأثیر خود مالیات‌های عادلانه‌تر، آموزش بیشتر، همیاری فقرا، و تساهل بیشتر در جامعه را موجب شد.